# Vareilles (Yonne)
Vareilles és un municipi francès, situat al departament del Yonne i a la regió de Borgonya - Franc Comtat. L'any 2007 tenia 207 habitants.

## Demografia

### Població
El 2007 la població de fet de Vareilles era de 207 persones. Hi havia 88 famílies, de les quals 23 eren unipersonals (8 homes vivint sols i 15 dones vivint soles), 34 parelles sense fills, 23 parelles amb fills i 8 famílies monoparentals amb fills.
La població ha evolucionat segons el següent gràfic:
Habitants censats

### Habitatges
El 2007 hi havia 122 habitatges, 91 eren l'habitatge principal de la família, 23 eren segones residències i 9 estaven desocupats. 117 eren cases i 2 eren apartaments. Dels 91 habitatges principals, 82 estaven ocupats pels seus propietaris, 6 estaven llogats i ocupats pels llogaters i 3 estaven cedits a títol gratuït; 1 tenia una cambra, 2 en tenien dues, 15 en tenien tres, 23 en tenien quatre i 50 en tenien cinc o més. 64 habitatges disposaven pel capbaix d'una plaça de pàrquing. A 36 habitatges hi havia un automòbil i a 50 n'hi havia dos o més.

### Piràmide de població
La piràmide de població per edats i sexe el 2009 era:
| Homes | Edats   | Dones |
| ----- | ------- | ----- |
| 0     | 95 o +  | 0     |
| 4     | 90 a 94 | 0     |
| 0     | 85 a 89 | 8     |
| 0     | 80 a 84 | 0     |
| 0     | 75 a 79 | 0     |
| 12    | 70 a 74 | 0     |
| 8     | 65 a 69 | 12    |
| 8     | 60 a 64 | 8     |
| 4     | 55 a 59 | 0     |
| 12    | 50 a 54 | 12    |
| 8     | 45 a 49 | 12    |
| 12    | 40 a 44 | 0     |
| 8     | 35 a 39 | 12    |
| 4     | 30 a 34 | 4     |
| 0     | 25 a 29 | 0     |
| 8     | 20 a 24 | 0     |
| 12    | 15 a 19 | 0     |
| 4     | 10 a 14 | 0     |
| 8     | 5 a 9   | 4     |
| 0     | 0 a 4   | 0     |

## Economia
El 2007 la població en edat de treballar era de 144 persones, 99 eren actives i 45 eren inactives. De les 99 persones actives 95 estaven ocupades (52 homes i 43 dones) i 5 estaven aturades (4 homes i 1 dona). De les 45 persones inactives 20 estaven jubilades, 12 estaven estudiant i 13 estaven classificades com a «altres inactius».

### Ingressos
El 2009 a Vareilles hi havia 96 unitats fiscals que integraven 226 persones, la mediana anual d'ingressos fiscals per persona era de 20.695,5 €.

### Activitats econòmiques
Dels 7 establiments que hi havia el 2007, 1 era d'una empresa de fabricació d'altres productes industrials, 1 d'una empresa de construcció, 1 d'una empresa de comerç i reparació d'automòbils, 1 d'una empresa d'hostatgeria i restauració, 2 d'empreses de serveis i 1 d'una entitat de l'administració pública.
Dels 2 establiments de servei als particulars que hi havia el 2009, 1 era una empresa de construcció i 1 restaurant.
L'any 2000 a Vareilles hi havia 11 explotacions agrícoles que ocupaven un total de 472 hectàrees.

## Poblacions més properes
El següent diagrama mostra les poblacions més properes.